# Hawker Demon
Гоукер Демон (англ. Hawker Demon) — британський винищувач, що перебував на озброєнні Королівських ВПС Великої Британії в міжвоєнний період. Літак розроблявся на базі легкого бомбардувальника Hawker Hart, оскільки останній перевершував в швидкості всі наявні британські винищувачі того часу.

## Історія
Коли Hawker Hart був прийнятий на озброєння, Королівські ВПС опинились в ситуації коли жоден з наявних винищувачів не міг догнати новий бомбардувальник. Передбачаючи можливість появи схожих бомбардувальників в противника, ситуацію необхідно вирішувати швидко. Найлогічнішим було просто створити винищувальну модифікацію того самого «Гарта» і компанія «Hawker» почала роботу над прототипами.
Структурно літак, який отримав тимчасове позначення «Гарт Файтер» (англ. Hart Fighter) не надто відрізнявся від бомбардувальника, але отримав дещо іншу модель двигуна Rolls-Royce Kestrel IIS, два курсові кулемети і змінену кабіну стрільця-спостерігача. Після оцінювання проєкту міністерство авіації замовило 6 передсерійних літаків, перший з яких найдійшов на озброєння 23-ї ескадрильї в травні 1931 року. Перша серійна машина здійнялась в повітря тільки в лютому 1933 року, коли вже отримала нове ім'я — «Демон».
Загалом було виготовлено 305 літаків включаючи прототипи, 64 з яких були передані ВПС Австралії. Останні 59 літаків виготовлялись на заводах компанії Boulton Paul, і відрізнялись гідравлічним висуваним «козирком» який захищав стрільця від потоків повітря. Ці літаки були прозвані «Турельними Демонами» (англ. Turret Demons) і багато з вже виготовлених «Демонів» були модифіковані до цього стандарту.
Демони стояли на озброєнні до кінця 1938 року, коли були замінені на Blenheim Mk.I F, але деякі використовувались як буксири мішеней і в часи Другої світової війни.

## Варіанти

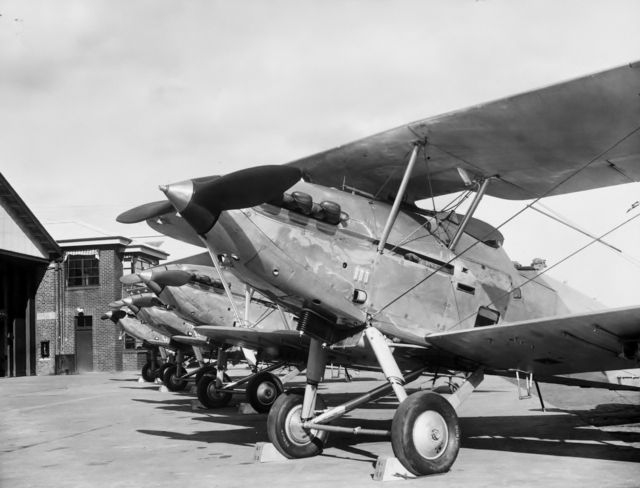
«Демони» 1-ї ескадрильї ВПС Австралії. 1938 рік.

- Demon Mk.I — основний варіант винищувача з двигуном Rolls-Royce Kestrel IIS
- Turret Demon — мав висувний захист від вітру для місця стрільця, а також оснащувався двигуном Rolls-Royce Kestrel VDR
- Australian Demon Mk.I — варіант для ВПС Австралії, в цілому відповідав стандартному варіанту, але використовував двигун Rolls-Royce Kestrel VDR і мав шість підвісів для малих бомб під крилами.
  - Australian Demon Mk.II — навчальна версія з подвоєним кервуванням. (10 екз.)

## Тактико-технічні характеристики
Дані з Concise Guide to British Aircraft of World War II

### Технічні характеристики
|                         | Demon                       | Turret Demon            | Australian Demon        |
| ----------------------- | --------------------------- | ----------------------- | ----------------------- |
| Довжина                 | 9,02 м                      | 9,02 м                  | 9,02 м                  |
| Висота                  | 3,17 м                      | 3,17 м                  | 3,17 м                  |
| Розмах крил             | 11,35 м                     | 11,35 м                 | 11,35 м                 |
| Площа крил              | 32,33 м²                    | 32,33 м²                | 32,33 м²                |
| Маса пустого            | 1391 кг                     | 1513 кг                 | 1524 кг                 |
| Максимальна злітна маса | 2025 кг                     | 2117 кг                 | 2348 кг                 |
| Двигун                  | Rolls-Royce Kestrel IIS     | Rolls-Royce Kestrel VDR | Rolls-Royce Kestrel VDR |
| Потужність              | 485 к. с. (362 кВт)         | 584 к.с. (435 кВт.)     | 584 к.с. (435 кВт.)     |
| Максимальна швидкість   | 293 км/год на висоті 3960 м | -                       | -                       |
| Час польоту             | 2 год 30 хв                 | -                       | -                       |
| Практична стеля         | 8380 м                      | -                       | -                       |

### Озброєння
Кулеметне:
- 2 × 7,7-мм курсовий кулемет Vickers
- 1 × 7,7-мм кулемет Lewis в кабіні стрільця

## Країни-оператори
- Австралія
- Велика Британія